# Edmunda
Edmunda – imię żeńskie pochodzenia angielskiego, żeński odpowiednik imienia Edmund. Wywodzi się od słowa oznaczającego "obrończyni, opiekunka majątku, bogactwa".
Edmunda imieniny obchodzi 7 sierpnia.